# Zwemmen op de Olympische Zomerspelen 1912

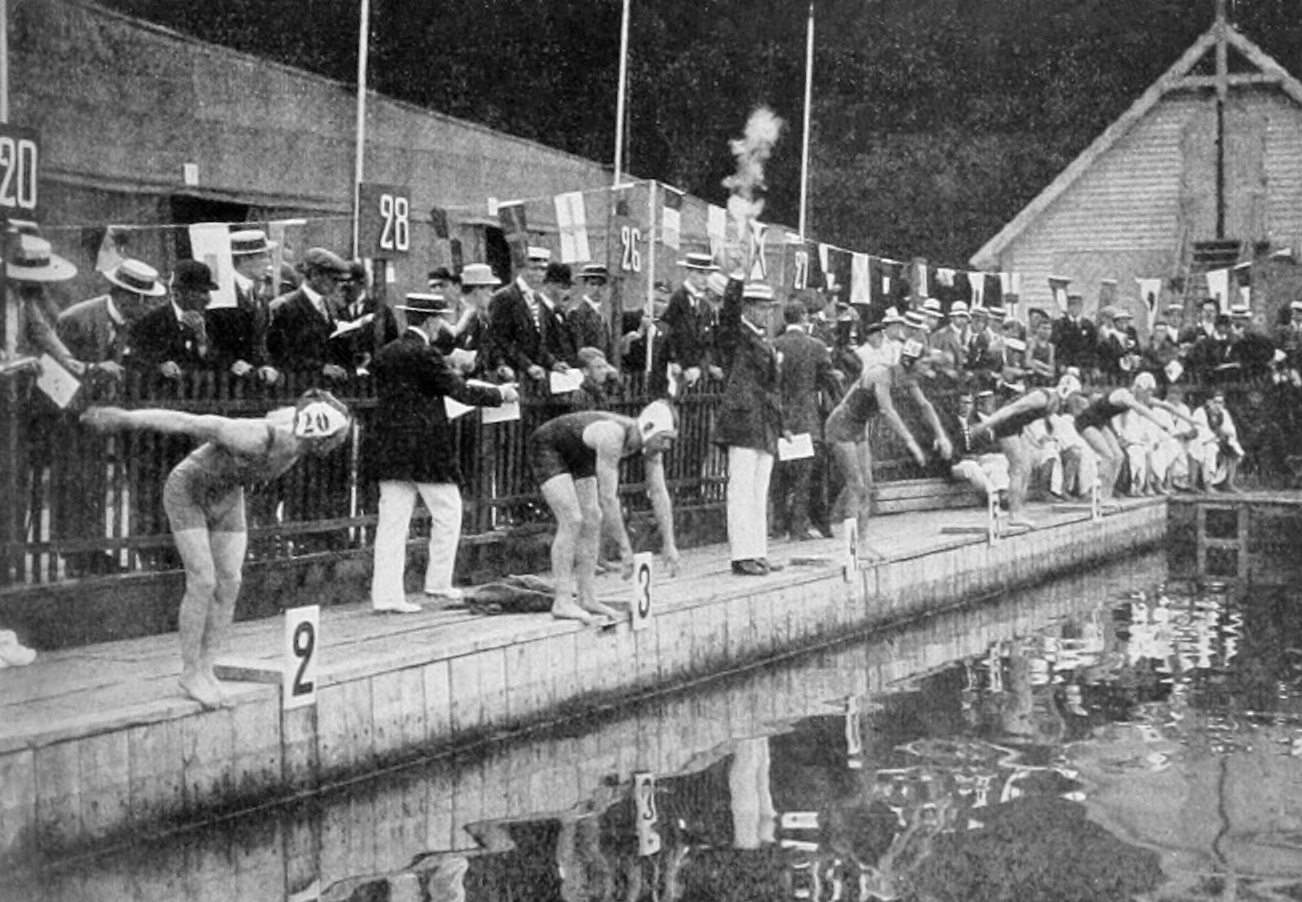
4x100 m vrije slag vrouwen

Zwemmen is een van de sporten die beoefend werden tijdens de Olympische Zomerspelen 1912 in Stockholm.

## Heren

### 100 m vrije slag
| rang   | sporter           | land | tijd   |
| ------ | ----------------- | ---- | ------ |
| Goud   | Duke Kahanamoku   | USA  | 1:03.4 |
| Zilver | Cecil Healy       | ANZ  | 1:04.6 |
| Brons  | Kenneth Huszagh   | USA  | 1:05.6 |
| 4      | Kurt Bretting     | GER  | 1:05.8 |
| 5      | Walter Ramme      | GER  | 1:06.4 |
| —      | William Longworth | ANZ  | DNS    |

Duke Kahanamoku zwom een WR in de halve finales, tijd 1:02.4 min.

### 400 m vrije slag
| rang   | sporter         | land | tijd      |
| ------ | --------------- | ---- | --------- |
| Goud   | George Hodgson  | CAN  | WR 5:24.4 |
| Zilver | John Hatfield   | GBR  | 5:25.8    |
| Brons  | Harold Hardwick | ANZ  | 5:31.2    |
| 4      | Cecil Healy     | ANZ  | 5:37.8    |
| 5      | Béla Las Torres | HUN  | 5:42.0    |

### 1500 m vrije slag
| rang   | sporter          | land | tijd       |
| ------ | ---------------- | ---- | ---------- |
| Goud   | George Hodgson   | CAN  | WR 22:00.0 |
| Zilver | John Hatfield    | GBR  | 22:39.0    |
| Brons  | Harold Hardwick  | ANZ  | 23:15.4    |
| —      | Malcolm Champion | ANZ  | DNF        |
| —      | Béla Las Torres  | HUN  | DNF        |

### 100 m rugslag
| rang   | sporter        | land | tijd   |
| ------ | -------------- | ---- | ------ |
| Goud   | Harry Hebner   | USA  | 1:21.2 |
| Zilver | Otto Fahr      | GER  | 1:22.4 |
| Brons  | Paul Kellner   | GER  | 1:24.0 |
| 4      | András Baronyi | HUN  | 1:25.2 |
| 5      | Otto Gross     | GER  | 1:25.8 |

Harry Hebner zwom een OR in de halve finales, tijd 1:20.8 min.

### 200 m schoolslag
| rang   | sporter        | land | tijd      |
| ------ | -------------- | ---- | --------- |
| Goud   | Walter Bathe   | GER  | OR 3:01.8 |
| Zilver | Wilhelm Lützow | GER  | 3:05.0    |
| Brons  | Kurt Malisch   | GER  | 3:08.0    |
| 4      | Percy Courtman | GBR  | 3:08.8    |
| —      | Thor Henning   | SWE  | DNF       |

### 400 m schoolslag
| rang   | sporter        | land | tijd      |
| ------ | -------------- | ---- | --------- |
| Goud   | Walter Bathe   | GER  | OR 6:29.6 |
| Zilver | Thor Henning   | SWE  | 6:35.6    |
| Brons  | Percy Courtman | GBR  | 6:36.4    |
| 4      | Paul Malisch   | GER  | 6:37.0    |
| —      | Wilhelm Lützow | GER  | DNF       |

### 4x200 m vrije slag
| rang   | sporters                                                       | land | tijd       |
| ------ | -------------------------------------------------------------- | ---- | ---------- |
| Goud   | Cecil Healy Malcolm Champion Leslie Boardman Harold Hardwick   | ANZ  | WR 10:11.2 |
| Zilver | Kenneth Huszagh Perry McGillivray Harry Hebner Duke Kahanamoku | USA  | 10:20.2    |
| Brons  | William Foster Thomas Battersby Jack Hatfield Henry Taylor     | GBR  | 10:28.6    |
| 4      | Oskar Schiele Georg Kunisch Kurt Bretting Richard Ritter       | GER  | 10:37.0    |
| —      | László Beleznai Imre Zachár Alajos Kenyery Béla Las Torres     | HUN  | DNS        |

## Dames

### 100 m vrije slag
| rang   | sporter         | land | tijd   |
| ------ | --------------- | ---- | ------ |
| Goud   | Fanny Durack    | ANZ  | 1:22.2 |
| Zilver | Mina Wylie      | ANZ  | 1:25.4 |
| Brons  | Jennie Fletcher | GBR  | 1:27.0 |
| 4      | Grete Rosenberg | GER  | 1:27.2 |
| 5      | Annie Speirs    | GBR  | 1:27.4 |
| —      | Daisy Curwen    | GBR  | DNS    |

Fanny Durack zwom een WR in de series, tijd 1:19.8 min.

### 4x100 m vrije slag
| rang   | sporters                                                     | land | tijd      |
| ------ | ------------------------------------------------------------ | ---- | --------- |
| Goud   | Belle Moore Jennie Fletcher Annie Speirs Irene Steer         | GBR  | OR 5:52.8 |
| Zilver | Wally Dressel Louise Otto Hermine Stindt Grete Rosenberg     | GER  | 6:04.6    |
| Brons  | Margarete Adler Klara Milch Josephine Sticker Berta Zahourek | AUT  | 6:17.0    |
| 4      | Greta Carlsson Greta Johansson Sonja Jonsson Vera Thulin     | SWE  |           |

## Medaillespiegel
| rang   | land             | goud | zilver | brons | totaal |
| ------ | ---------------- | ---- | ------ | ----- | ------ |
| 1      | Duitsland        | 2    | 3      | 2     | 7      |
| 2      | Australazië      | 2    | 2      | 2     | 6      |
| 3      | Verenigde Staten | 2    | 1      | 1     | 4      |
| 4      | Canada           | 2    | 0      | 0     | 2      |
| 5      | Groot-Brittannië | 1    | 2      | 3     | 6      |
| 6      | Zweden           | 0    | 1      | 0     | 1      |
| 7      | Oostenrijk       | 0    | 0      | 1     | 1      |
| totaal | totaal           | 9    | 9      | 9     | 27     |